# Hannoversche Geschichtsblätter

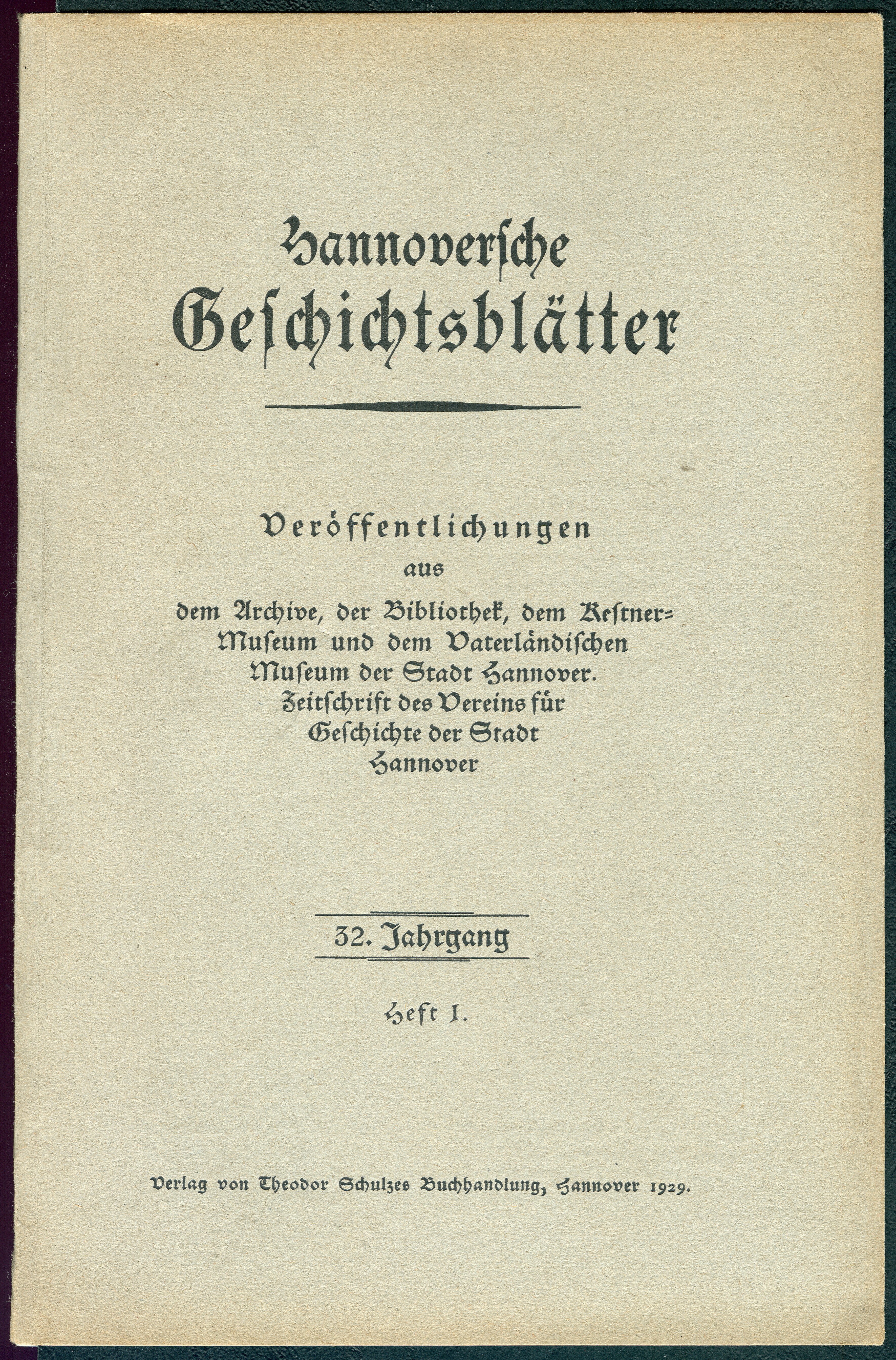
1929: Titel der Reihe mit „Veröffentlichungen aus dem Archive, der Bibliothek, dem Kestner-Museum, dem Vaterländischen Museum der Stadt Hannover. Zeitschrift des Vereins für Geschichte der Stadt Hannover“

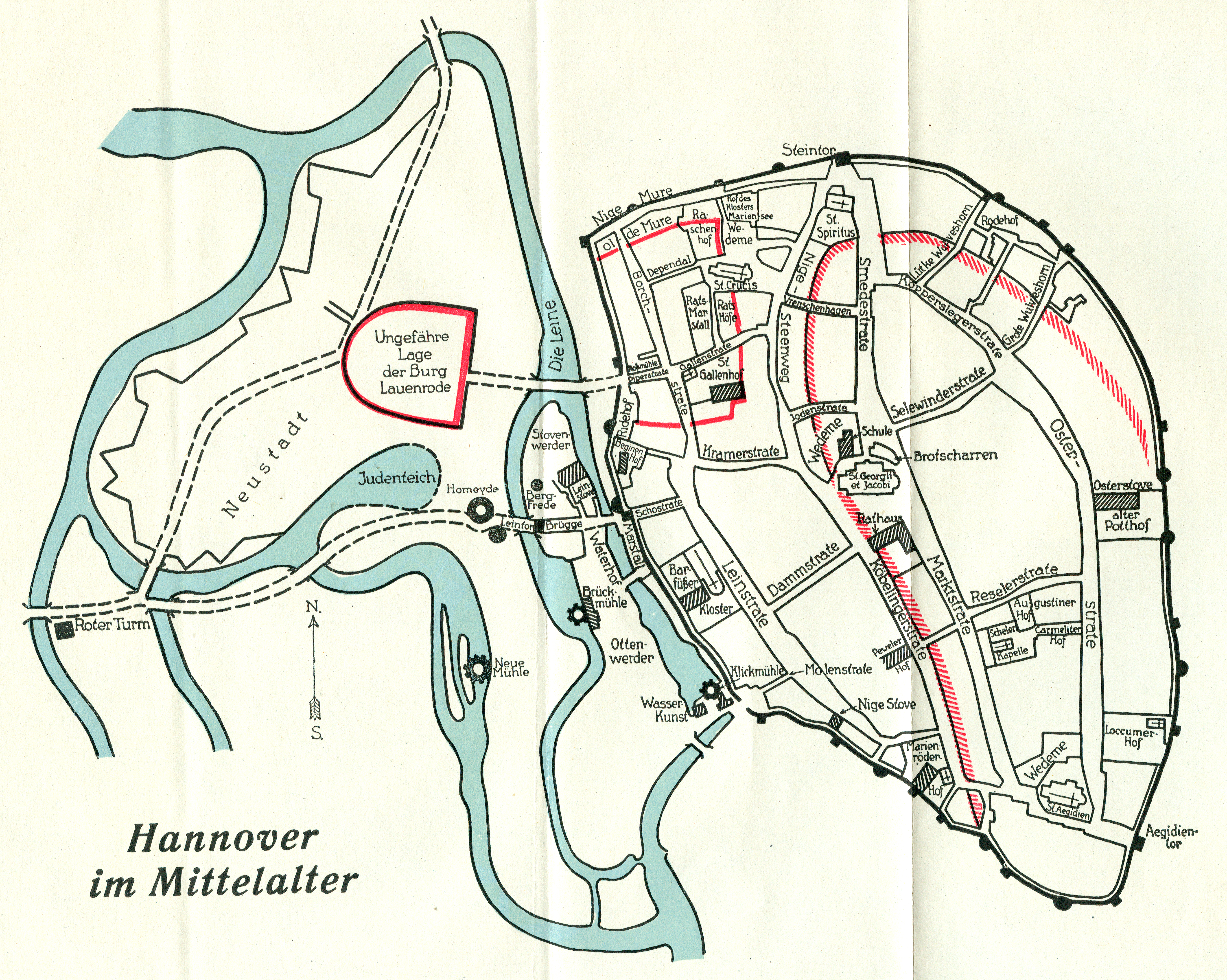
Stadtplan Hannover als Skizze „Hannover im Mittelalter“
(1924 von Karl Friedrich Leonhardt in seinem Artikel „Straßen und Häuser im alten Hannover“)

Die Hannoverschen Geschichtsblätter (HG) ist eine vom Stadtarchiv Hannover herausgegebene Zeitschrift mit dem Charakter eines Jahrbuchs. Im Fokus stehen historische Themen vor allem zur Geschichte der Stadt Hannover, jedoch wird die Vereinszeitschrift auch den Mitgliedern des Historischen Vereins für Niedersachsen geliefert.
„Seit 1982 enthalten die Hannoverschen Geschichtsblätter jeweils eine Chronik des vorhergehenden Jahres“

## Geschichte

### „Alte Folge“
Die Hannoverschen Geschichtsblätter wurden 1898 von Friedrich Tewes gegründet, der Vorsitzender war des im selben Jahr gegründeten „Vereins für die Geschichte der Stadt Hannover“. Die zunächst wöchentlich erscheinende Zeitschrift fasste die Mitteilungen und Publikationen zahlreicher geschichtlich orientierter Vereine in Hannover und dessen Umland zusammen.
Ein zusätzlicher Mitinitiator war der spätere Leiter des Stadtarchivs Hannover Otto Jürgens, der ab 1901 auch zum Herausgeber wurde. In der Amtszeit von Jürgens (bis 1929) entwickelten sich die „HG“ zu einem Forum der hannoverschen Stadtgeschichts-Forscher mit monatlichen, später vierteljährlich erscheinenden Schriften.
Im Jahr 1904 sah sich das Werk im Untertitel als

„Zeitschrift des Vereins für Geschichte der Stadt Hannover, der Geographischen Gesellschaft, des Vereins für neuere Sprachen, des Plattdütschen Vereens, des Museums-Vereins für das Fürstenthum Lüneburg, des Vereins für die Geschichte Göttingens, des Vereins für Geschichte und Alterthümer der Stadt Einbeck und Umgegend, des Museums-Vereins zu Harburg und des Museums-Vereins in Hameln.“

Ab dem 1. April 1929 fielen die letzten Hefte der später sogenannten „Alten Folge“ in die Amtszeit von Karl Friedrich Leonhardt: Das letzte Heft dieser Folge war Nummer 2 zum Jahrgang 1932, das jedoch schon 1931 erschien.

### Neue Folge (NF)
Leonhardt gründete die „Neue Folge“ (HG NF) mit zahlreichen Verbesserung im Erscheinungsbild. 1937 überführte er den „Verein für die Geschichte der Stadt Hannover“ sowie die HG in den Historischen Verein für Niedersachsen.
Der letzte Band vor dem Zweiten Weltkrieg erschien als „Band 5, 1938“.
Erst 1952 konnte der seinerzeitige Leiter des Stadtarchivs (ab Anfang 1951), Herbert Mundhenke, die HG NF wiederbegründen und die Zählung mit „Band 6“ fortsetzen. In den Jahrzehnten danach entwickelten sich die Hannoverschen Geschichtsblätter zum Jahrbuch und zugleich als Mitgliederzeitschrift für den Historischen Verein für Niedersachsen (ISSN 0342-1104).